# Gardner (North Dakota)
Gardner is een plaats (city) in de Amerikaanse staat North Dakota, en valt bestuurlijk gezien onder Cass County.

## Demografie
Bij de volkstelling in 2000 werd het aantal inwoners vastgesteld op 80.
In 2006 is het aantal inwoners door het United States Census Bureau geschat op 84, een stijging van 4 (5,0%).

## Geografie
Volgens het United States Census Bureau beslaat de plaats een oppervlakte van
1,2 km², geheel bestaande uit land. Gardner ligt op ongeveer 270 m boven zeeniveau.

## Plaatsen in de nabije omgeving
De onderstaande figuur toont nabijgelegen plaatsen in een straal van 20 km rond Gardner.